# تالار جیمی
«تالار جیمی» (انگلیسی: Jimmy's Hall) فیلمی در ژانر درام به کارگردانی کن لوچ است که در سال ۲۰۱۴ منتشر شد. این فیلم در بخش مسابقه جشنواره فیلم کن ۲۰۱۴ به نمایش درآمد.

## داستان
در سال ۱۹۳۲ جیمی گرالتون جوان ایرلندی که بیش از ده سال است به آمریکا تبعید شده، نزد مادرش در روستایی کوچک بازمی‌گردد.

## بازیگران
- اندرو اسکات
- فرانسیس مگی
- جیم نورتون
- سیمون کیربی
- بری وارد
- برایان اف. اوبرن